# Hermandad de la Soledad (Almería)
Ilustre Hermandad del Santísimo Sacramento y Nuestra Señora de los Dolores (SOLEDAD)

|                         |                                                                            |
| Fundación               | 1 de abril de 1772                                                         |
| Sede Canónica           | Iglesia Parroquial de Santiago Apóstol de Almería                          |
| Titulares               | Santísimo Sacramento, Nuestra Señora de los Dolores y San Juan Evangelista |
| Día Estación Penitencia | Viernes Santo                                                              |

La Hermandad de la Soledad de Almería es una Hermandad de Semana Santa fundada en 1772 y que reside canónicamente en la Iglesia de Santiago Apóstol de Almería. Su nombre completo es Ilustre Hermandad del Santísimo Sacramento y Nuestra Señora de los Dolores.

## Reseña histórica

### Fundación
El documento más antiguo del que se tiene referencia en la Hermandad lo constituyen unas constituciones (reglas), en número de veinte, aprobadas el 2 de enero del año 1773 por el Obispo D. Claudio Sánchez y Torres, como consecuencia de los decretos de aprobación eclesiásticos del año anterior mediante Bula del R. P. Prior General de la Orden Servita Fray Francisco Raymundo Adán, de fecha en Roma en el Convento de San Marcelo de 1 de abril de 1772, lo que acredita que 1772 es el año fundacional de esta Ilustre Hermandad. Por tanto, es la Cofradía decana de la ciudad.
La Hermandad se caracterizaba por estar abierta a ambos sexos y sin tener prefijado un número determinado de hermanos. Los cofrades debían abonar por su ingreso diez reales y media libra de cera, a excepción de los mayores de sesenta años, que habrían de pagar la misma cera y veinte reales.
Se fundó bajo la tutela de la Orden Tercera de los Padres Servitas (Siervos de María), que regían la Iglesia de Santiago para dar culto a una imagen de la Virgen de los Dolores donada por el Beneficiado y Presbítero D. Manuel de Bargas, que ya recibía culto con anterioridad en la Parroquia de Santiago Apóstol. Se unió a la Hermandad Sacramental ya existente en la Parroquia, a cuyo Titular el Santísimo Sacramento, se le ha venido dando culto en las constitucinoes (reglas) de la cofradía desde entonces. En el título o denominación de la Hermandad siempre ha figurado en primer lugar el Santísimo Sacramento.

### sigloXIX
La junta celebrada el 24 de agosto de 1828 comisionó a Manuel Carretero, Vicente Pérez, Juan Chacón, Diego Vidal, Luis García y Juan José Boult para reformar las constituciones antiguas de esta asociación. El 23 de noviembre de 1828 sería aprobada la reforma de sus constituciones respecto a los derechos parroquiales, permaneciendo iguales en el resto del articulado. La reforma de las constituciones de la hermandad de la Virgen de los Dolores de Santiago Apóstol de Almería sería aprobada el 12 de febrero de 1829 por el obispo Antonio Pérez Minayo.
En 1837 se trasladaba la imagen de la Virgen de la Soledad al Convento de las Claras y, algo después, con la tristemente recordada Desamortización de Mendizábal, se reagrupan las imágenes en unas pocas iglesias, desaparecen buena parte de las cofradías y hermandades existentes en aquel momento y, sobre todo, se pierden la mayoría de los archivos, una de las causas por las que la Semana Santa de Almería carece de suficiente documentación.
La Hermandad ha sufrido los avatares históricos de nuestra ciudad, desde la invasión francesa, la desamortización de los bienes eclesiásticos, las revoluciones e inestabilidades de la segunda mitad del siglo XIX, y los enfrentamientos civiles de la década de los años 30 del siglo XX, que culminaron con la quema de la Iglesia de Santiago Apóstol y de la imagen, y mayoría de enseres de Nuestra Señora de los Dolores, exceptuando la diadema, el manto y el Niño Jesús, efigie de escuela salcillesa que actualmente la acompaña a sus pies, que se salvaron.
En 1835 la familia Barbarín donó un magnífico manto de terciopelo negro bordado en oro, con tres esmeraldas prendidas, que aún conserva y luce cada año la Virgen, aunque fue restaurado en 1925 por las Madres Adoratrices de Almería.
En 1856 fueron los marqueses de Torrealta quienes hicieron ofrenda de una espléndida diadema de oro, dándose la circunstancia de que ambas piezas y una túnica de San Juan es lo único que se conservó después de la Desamortización de Mendizábal, primero, y de la destrucción de los años treinta, después. En su dilatada vida vuelve a Santiago en 1889.
Aunque la Hermandad es fundada en 1773, su primera salida procesional tiene lugar en 1876, hasta entonces todos los cultos de reglas tenían lugar en la Iglesia. El Viernes Santo día 15 de abril de 1876 salía a las nueve y media de la noche desde la parroquia de Santiago (establecida en el Real Monasterio de la Encarnación, Orden de Santa Clara, desde 1837 a 1889 por disposición del ministro de Gracia y Justicia, José Lantesco, tras el proceso de desamortización), teniendo previsto su horario de entrada en el templo alrededor de las doce. Como nota anecdótica, decir que la Virgen estrenó el Viernes Santo de 1880 un artístico manto, obsequio de la devota Francisca Jiménez, si bien en la actualidad no se conserva.

### sigloXX

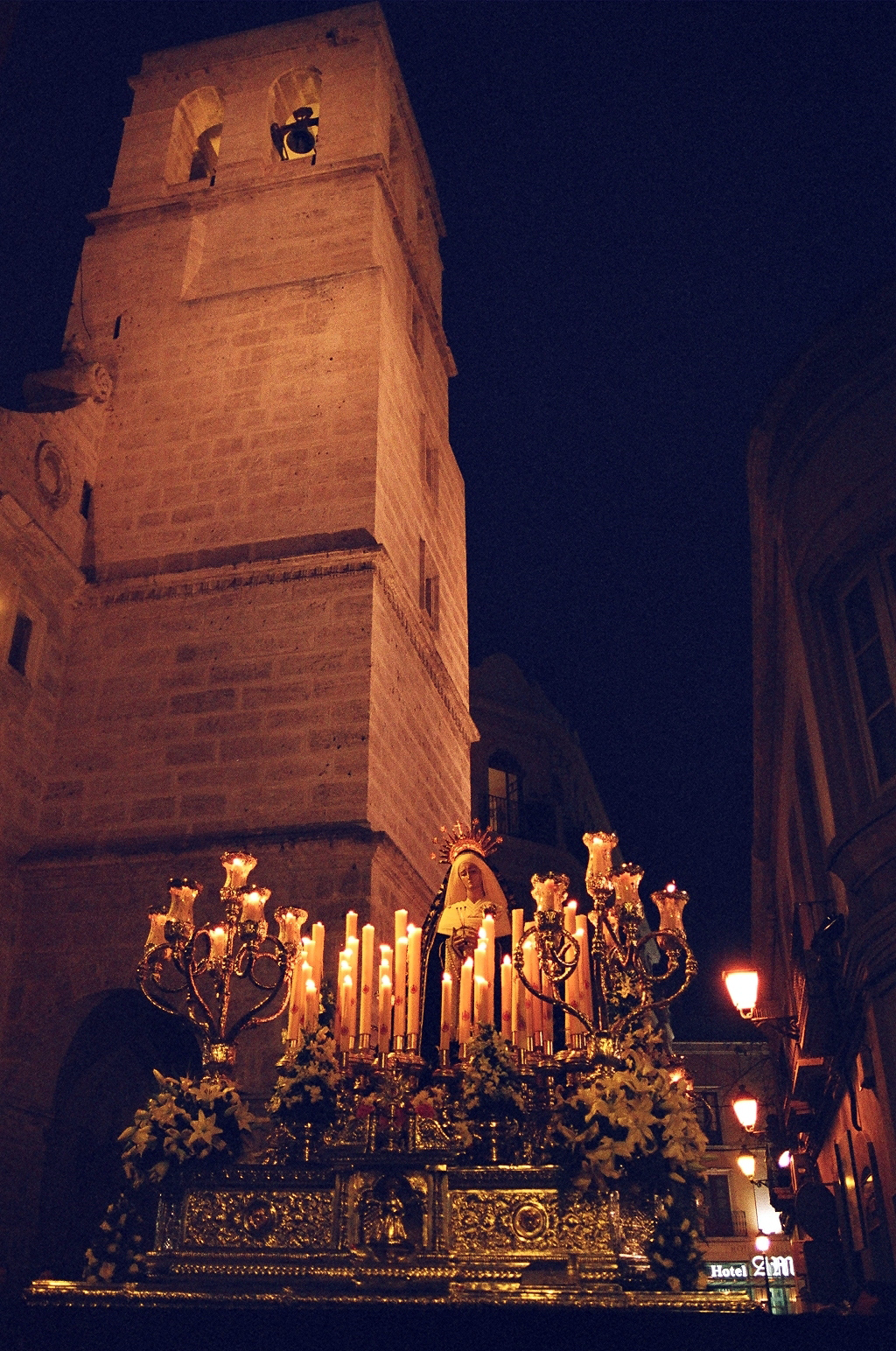
Virgen de la Soledad de Almería a los pies de la torre de la Iglesia de Santiago.

A finales del siglo XIX y primeros años del XX, pasa la Hermandad por diversas vicisitudes que estuvieron a punto de hacerla desaparecer. Pero a partir de 1918 es reorganizada por nuestro Reverendísimo Prelado don Fray Bernardo Martínez Noval y el gremio del comercio, dada la zona eminentemente comercial donde está ubicada la Iglesia de Santiago.
San Juan Evangelista acompaña a la Virgen en la procesión desde 1920, existiendo referencias desde 1894. Según el diario La Independencia, en 1920 la imagen de San Juan Evangelista (que se hallaba desde el siglo XVIII en el antiguo convento de San Francisco), que según algunos textos se atribuía a la gubia de Martínez Montañés, era trasladada a la parroquia de Santiago para acompañar a la Virgen de la Soledad, que salía además en procesión junto a los pasos de la Santa Cruz y la María Magdalena. Este hecho se prolongó durante siete años, ya que la cofradía adquirió en propiedad una original talla de San Juan de la escuela de Olot, Gerona, volviendo la primitiva a la nueva iglesia de San Pedro.
En 1921 la Hermandad de la Soledad fue la primera en Almería en incluir el Paseo del Príncipe en su itinerario. Además, la Virgen de la Soledad y el Santo Sepulcro fueron las primeras cofradías en introducir las andas sobre ruedas, a principios de los años veinte.
En 1925 la Hermandad tomó nuevo impulso por la excelente gestión de los señores Ferrera, Soria y Alegría; y estos mismos trabajadores y empresarios de la calle de las Tiendas deciden encargar una nueva imagen de San Juan que preceda al trono mariano anunciando la inminente resurrección de Jesús. Fue la primera en incorporar al paso iluminación eléctrica por el sistema de baterías y también la primera en desfilar por el denominado Bulevar, la parte baja del Paseo, cuando el público reclamaba calles más anchas para que lucieran mejor los tronos.
Algo más tarde, el periodo de la guerra civil española fue tremendo para esta Hermandad, perdiendo incluso la Dolorosa que procesionaba y mayoría de enseres de Nuestra Señora de los Dolores, exceptuando la diadema, el manto y el Niño Jesús que actualmente la acompaña a sus pies, que se salvaron.
En 1940 se vuelve a constituir, ya por tercera vez en su trayectoria, la Hermandad de la Soledad, aunque en esta ocasión lo haría en la parroquia de San Sebastián, debido al mal estado en que se encontraba la de Santiago como consecuencia de la contienda civil.
El año 1941 iba a marcar de nuevo a la Hermandad; el anhelo de muchos hermanos se había cumplido, el Cura Párroco D. Manuel Rodríguez bendecía la actual imagen. A través de fotografías se había encargado una copia a semejanza de la desaparecida a D. José Pascual Ortells López, escultor anatómico del Hospital de San Carlos y profesor de Modelado de la Academia de Bellas Artes. Tras la bendición de la nueva talla, se celebró un solemne Septenario durante los días 29 de marzo a 4 de abril, recuperándose de esta forma una añeja conmemoración dedicada a la citada imagen mariana. Su salida procesional estaba prevista para las diez de la noche del Viernes Santo de ese año, pero un fuerte temporal de viento y lluvia impidió su desfile, y hubo que esperar hasta 1942 para volver a ver a Nuestra Señora de los Dolores en las calles de la ciudad.
El 15 de septiembre de 1946 (día de su onomástica), la imagen de Nuestra Señora de los Dolores era trasladada de la S. y A. I. Catedral a la Iglesia de San Sebastián. La capilla de Nuestra Señora del Amor y la Esperanza, de la Cofradía de los Estudiantes, fue durante algunos años su morada.
El 28 de febrero de 1947 se solicita el ingreso en la Agrupación de Hermandades y Cofradías, nueve días después de la aprobación de sus estatutos agrupacionistas.
Cuatro años más tarde (1951) incorpora de nuevo un pequeño paso en el que va una cruz con sudario, rodeada de cuatro faroles y unas hojas de laurel, y en 1946 se había recuperado también a San Juan Evangelista, obra de D. Jesús de Perceval y del Moral, por donación de D. Juan Soriano. El nuevo trono de la Señora se encargó asimismo al artista almeriense diez años después, en 1956, y este lo hace en la Escuela de Artes Aplicadas y Oficios Artísticos, donde se había creado un taller para recuperar imágenes a partir de sus restos.
En el año 1961, siendo Hermano Mayor D. José Marín Rosa, regresa la Hermandad a Santiago, donde una vez construido el templo ha levantado Perceval un altar de tala dorada en la capilla de Santa Lucía.
Los años sesenta los atraviesa esta Hermandad con pujanza dado el esplendor que alcanza la Semana Santa, pero al final de la década surgen algunas dificultades, con cambio de Hermano Mayor y Junta de Gobierno incluidos, que obligan a situaciones como no sacar el paso de la Cruz desde 1966, desfilar sin penitentes en 1969, no hacerlo en 1977 por obras de restauración de Santiago, y sufrir una fuerte crisis económica en 1979.
Pero a partir de 1980 se inicia una recuperación definitiva y se estrena un nuevo paso para San Juan, se proyecta asimismo otro para la Cruz, aunque dejaría de salir definitivamente años más tarde, crece el número de nazarenos, se dota a la Virgen María de un trono para ser llevado por costaleros y cambia su iluminación a cera abandonando las pesadas baterías; finalmente, pasa la imagen de San Juan al antiguo paso de la Virgen tallado en madera y a ruedas (de alpaca dorada el de San Juan, realizado en los talleres sevillanos de Manuel de los Ríos en 1992, con peana y candelabros del mismo autor), el cual abandonaría años más tarde para salir a costaleros.
Desde 1986, la Virgen de la Soledad es portada por hermanos costaleros en trabajaderas longitudinales tipo granadina cargando sobre los hombros, sustituyéndose asimismo la candelería eléctrica por otra nueva de cera con guardabrisas. En 2004 se transforma el sistema de trabajaderas a transversales cargando con costal en las cervicales tipo sevillana.

### Actualidad
En el año 1998, la festividad de Cristo Rey trajo a nuestra Hermandad la concesión del Escudo de Oro de la ciudad de Almería, impuesto a Nuestra Señora de los Dolores por el Sr. Alcalde de Almería, don Juan Megino, y la Medalla de Oro de la Agrupación de Cofradías por parte del Sr. Presidente de la misma. Ambas distinciones, a las que ha sido acreedora esta Hermandad lo son con motivo de haberse cumplido el 225.º Aniversario Fundacional de la Hermandad.
Desde su fundación la Virgen de los Dolores ha gozado del fervor y la devoción de la sociedad almeriense, que se da cita en su salida procesional de la noche del Viernes Santo, así como la acompaña en su transitar por el casco antiguo de Almería, arropada por las saetas que espontáneamente le cantan, y que culminan en su recogida, cita imprescindible para todos aquellos que aman nuestra Semana Santa.

## Imágenes Titulares

### Nuestra Señora de los Dolores
Nuestra Señora de los Dolores es una imagen de vestir, obra del escultor castellonense afincado en Madrid D. José Ortells Ramos (1887-1961), catedrático de modelado de la Escuela Central de Bellas Artes de Madrid, realizada en el año 1941. Dicha imagen es copia fidelísima de la destruida en el año 1936, atribuida tradicionalmente al murciano Salzillo, aunque fuentes más fidedignas la atribuyen a la escuela granadina del siglo XVIII dentro del círculo de José de Mora. La imagen fue reproducida por el imaginero sobre la base de fotografías facilitadas por hermanos.
Para su reproducción en talla de madera se le envían dos fotografías y varios croquis del manto, saya, corona y una descripción de la imagen que se realiza por carta enviada por D. Antonio Ramón Hernández en nombre de la Ilustre Hermandad del Santísimo Sacramento y Nuestra Señora de los Dolores a don José Ortells el 29 de agosto de 1940:

"Tenía los ojos de vidrio. No tenía cabellera alguna, puesto que el rostrillo de encaje la tapa desde media frente hasta debajo de la barba. El color de su carne era blanca. Las mejillas un poco sonrosadas y las lágrimas de vidrio. Tenga Vd. en cuenta por la posición de la cabeza, que la imagen representa el séptimo dolor".

Posteriormente mediante carta de D. Joaquín Martínez Sánchez el 12 de septiembre de 1940 le hacen llegar el patrón del corpiño que la imagen vestía para que le sirva de guía de las medidas del candelero.
Fue restaurada por el profesor de la Escuela de Bellas Artes de Sevilla, D. Juan Manuel Miñarro en el año 1993.
La imagen fue bendecida en su festividad el día 15 de septiembre de 1941.

#### Paso de la Virgen
El paso lo empezó a realizar Orfebrería Sevillana, y lo finalizó el orfebre sevillano D. Manuel de los Ríos. De estilo neobarroco, realizado en el año 1986, en orfebrería plateada. Consta de respiraderos en los que se encuentran medallones dorados que representan a los apóstoles, escudo de la Hermandad en la delantera y de la Ciudad de Almería en la trasera. La canastilla presenta tres capillas, siendo la central para una reproducción de la Santísima Virgen del Mar, Patrona de Almería, y las laterales para San Indalecio, Patrón de Almería, y Santiago Apóstol titular de la sede canónica de la Hermandad. Todo esto, además de los candelabros de brazos, así como juego de jarras de tres tamaños, son obra del sevillano Manuel de los Ríos.
La candelería, también en alpaca plateada, realizada en 1993, peana de 1994, remate de capilla central que representa a dos ángeles sosteniendo una custodia, símbolo del culto al principal Titular de la Hermandad el Santísimo Sacramento, y el llamador, de 1995, son obra del orfebre Eleuterio Aragón.
En el año 2007 se sustituyeron los faroles de guardabrisas de la delantera del paso, por otros más pequeños, que dejaban más espacio visual para admirar a nuestra Virgen de la Soledad.

### San Juan
La actual imagen de San Juan Evangelista fue realizada por D. Juan Manuel Miñarro López en 1997, y bendecida el 21 de marzo de 1997.

Para la imagen de S. Juan que se me ha propuesto considero que aunque debo partir de la escuela barroca del XVII, con unas características iconográficas bastante definidas, también puedo hacer una concesión a la creatividad. Para ello nada mejor que la utilización de un modelo vivo de determinada fisonomía, que preste aquellas características definitorias y esenciales pero con la personalidad y valor expresivo del retrato escultórico. Desprecio la fisonomía de carácter arquetípico tan utilizada en nuestros días como patrones que se han usado hasta la saciedad, dando lugar a un estereotipo exento de creatividad. Pienso que en la representación de las figuras secundarias de la pasión es este el único camino de aportación. Como contrapartida entiendo que la iconografía de Xto. no permite tantas revisiones, pues el arte nos ha ofrecido, lo que podríamos llamar el retrato oficial de Jesús.
Tras esta consideración relativa a criterios estéticos, pasemos a determinar características físicas y materiales:
Se trata de realizar una imagen de vestir de tamaño natural, aproximadamente 1,70 cm. El soporte de todo ello sería la madera de cedro, excepto la peana que sería de pino Flandés. Terminación de talla escultórica en cabeza, manos y piernas hasta las rodillas, el resto se trataría como un maniquí con anatomía simplificada. La policromía al óleo, con la técnica del pulimento brillante, abarcaría toda la terminación escultórica, lo correspondiente al maniquí se pintaría con color plano. Brazos articulados de sistemas de rótulas, realizados en cedro. Peana riostrada de doble tablero y ángulos
texto extraído de la memoria para la realización de San Juan Evangelista por el imaginero Juan Manuel Miñarro

Hasta 1997 procesionaba la imagen que en 1946 talló el taller de D. Jesús de Perceval y que conserva la Hermandad.

#### Paso de San Juan
Paso de misterio: Es aquel en el que se escenifica algún hecho o episodio de la Pasión de Cristo. Es un claro ejemplo de la representación que constituye la Semana Santa, la catequesis en la calle, de cara al pueblo.
La Hermandad de la Soledad ha contado de antiguo con una sección de San Juan, el discípulo amado de Jesús, que acompaña a la Virgen María en su Soledad, lo hace desde 1925, existiendo referencias desde 1894. Jesús le encargó en la Cruz cuidar de Ella (Jn 19, 25-27).
En 1995 la Hermandad acuerda en Cabildo iniciar la realización de una nueva iconografía para la sección de San Juan. Para ello se acuerda la realización de una nueva imagen para el Evangelista, que estuviera integrado en un paso de misterio que representara el regreso del sepulcro tras enterrar a Jesús, de la comitiva formada por San Juan Evangelista, las Santas Mujeres: María Magdalena, María de Cleofás y María Salomé, y los Santos Varones: Nicodemo y José de Arimatea. Diseña la escena del grupo y todas sus imágenes el imaginero sevillano Juan Manuel Miñarro López.
El misterio está inspirado en el pasaje bíblico en que tras enterrar a Jesús, las Santas Mujeres y San Juan acompañan a la Virgen María junto a los Santos Varones Nicodemo y José de Arimatea, en el camino de regreso del sepulcro. En la escena representada, los personajes están dispuestos en cerrada agrupación y se cruzan en el camino con el soldado romano y el judío sanedrita, representantes de los poderes militar y religioso que condenaron a Jesús. El grupo que ha enterrado a Jesús lo representa el imaginero roto de dolor, dándose esperanza y consuelo, recordando el amor de Jesús. En la delantera del paso Nicodemo consuela a San Juan, le siguen las Santas Mujeres, en tanto que en la parte central del conjunto José de Arimatea como judío de buena posición que era, y siendo reconocido por el sanedrita (pues José era miembro del Sanedrín) que acompaña al soldado romano en la trasera del paso, desconfía de aquellos y empuja al grupo a aligerar la marcha. Nuestro paso de misterio lo integran los que no abandonaron a Jesús a la hora de su muerte, estando con Él al pie de la Cruz.
La escena representada no se puede entender sin la presencia de la Virgen María, por lo que el grupo escultórico del paso se configura en cerrada agrupación de las Santas Mujeres, los Santos Varones y de San Juan en torno a María (que aunque no figura en el paso se sobreentiende que él la figura central de la comitiva, de modo que el significado del conjunto carece de sentido sin Ella) regresando de enterrar a Jesús.
Los primeros miembros de la Iglesia son los que están junto a Jesús en el monte Calvario. La Virgen María, San Juan y las Santas Mujeres estuvieron en la crucifixión de Jesús al pie de la Cruz. Son ellos los que recogen su cuerpo, junto a los Santos Varones, y le dan sepultura.
Las Santas Mujeres acuden al Sepulcro a la mañana del domingo y lo encuentran vacío. María Magdalena tiene el privilegio de ser la primera a la que se aparece Jesús Resucitado (Jn 20, 10-18).
Sobre las tres Marías, no hay unanimidad en los Evangelistas para identificarlas, pues no eran las únicas piadosas mujeres, admiradoras y servidoras de Jesús que se habían atrevido a llegar hasta el Calvario (Mt 27, 57-60, Lc 23, 49-49), es seguro María Magdalena y posiblemente también María la mujer de Clopás o Cleofás, hermana de la Virgen María, y madre de Santiago el menor y José, y María Salomé cuya identificación no está clara, Marcos la cita como madre de los Zebedeos (Mc 15, 40-41) Santiago el Mayor y Juan.
Todos ellos interrelacionados, María Salomé es madre de San Juan y de Santiago el Mayor patrón de España y titular de la parroquia. María Cleofás es hermana de la Virgen María, tía de Jesús, y madre de Santiago el Menor, primo hermano de Jesús, obispo de Jerusalén según testimonio de San Pablo.
José de Arimatea y Nicodemo eran dos discípulos secretos de Jesús (Jn 3), que pertenecían a la alta sociedad judía, miembros del Sanedrín, el consejo supremo de los judíos en el que se trataban y decidían los asuntos de estado y de religión, compuesto por 71 miembros. Dan la cara a la hora de la verdad. Es José el que solicitó a Pilato permiso para enterrar a Jesús, Nicodemo trajo mirra y áloe para embalsamarlo, lo envolvieron en una sábana y lo sepultaron.
Así pues, el misterio de San Juan en el regreso del sepulcro conlleva un hondo significado, son los miembros junto con los discípulos y apóstoles de Jesús, sobre los que se construye la Iglesia.
Este grupo no regresa sin la presencia de la Virgen María, como figuran en el paso, sino que la acompañan tras enterrar a su Hijo. La Virgen no se encuentra en el grupo escultórico del paso porque es la protagonista de la Hermandad y procesiona sola en su propio paso, como es la tradición. Por tanto el paso de misterio ha de entenderse como el acompañamiento que tenía la Virgen María en el trance de dar sepultura a Jesús, siendo ésta su razón de ser. La Virgen María, bajo la advocación de los Siete Dolores, queda en Soledad, tras perder a su Hijo en la Cruz. El proceso de realizar el grupo escultórico del misterio ha durado nueve años desde su concepción en 1995. Así en 1997 se realiza la imagen de San Juan, en 1998 las Santas Mujeres, en 2001 Nicodemo, en 2002 José de Arimatea, en 2003 el soldado romano, y por fin en 2004 se completa el grupo con el sanedrita, saliendo por primera vez completo.

## Escudo
El escudo de la Hermandad representa el símbolo tradicional de los Siete Dolores de María: un corazón traspasado por siete espadas y encima una llama de fuego que representa su amor hacia Dios y la humanidad. Las espadas refieren a la profecía de Simeón (Lucas 2: 33-35).
La devoción de los Siete Dolores recuerda siete episodios tristes considerados como los más profundos y dolorosos en la vida y en el corazón de la Virgen María. El número siete representa desde la antigüedad, el significado de la plenitud o totalidad.
 Primer Dolor: La profecía de Siméon. Cuando María y José presentan el Niño Jesús en el templo, Simeón predice que una espada (de dolor) atravesará el alma de ella.
“Simeón los bendijo y dijo a María su madre: Mira, este niño va a ser motivo de que muchos caigan o se levanten en Israel. Será signo de contradicción, y a ti misma una espada atravesará el corazón; así quedarán al descubierto las intenciones de todos.”
Segundo Dolor: La huida a Egipto. Cuando el Rey Herodes ordena la muerte de todos los niños varones de dos años de edad o menos, María y José huyen a Egipto con el Niño Jesús.
“José se levantó, tomó al niño y a su madre de noche, y partió hacia Egipto, donde permaneció hasta la muerte de Herodes.”
Tercer Dolor: El Niño Jesús perdido en el templo. María y José buscan el Niño Jesús en Jerusalén durante tres días, por fin encontrándolo en el templo.
“Al verlo, se quedaron perplejos, y su madre le dijo: Hijo, ¿por qué nos has hecho esto? Tu padre y yo te hemos estado buscando angustiados.”
Cuarto Dolor: María encuentra Jesús camino del Calvario cargando la cruz. María comparte el sufrimiento de Jesús mientras Él carga la cruz por las calles de Jerusalén.
“Lo seguía una gran multitud del pueblo y de mujeres, que se golpeaban el pecho y se lamentaban por él.”
Quinto Dolor: María al pie de la cruz en la muerte de Jesús. María presencia la crucifixión y muerte de Jesús.
“Todo está cumplido. E inclinando la cabeza, entregó el espíritu.”
Sexto Dolor: María recibe el cuerpo de Jesús. Bajan el cuerpo de Jesús y lo ponen en brazos de María.
“Éste (José de Arimatea) compró una sábana, lo bajó (de la cruz), lo envolvió en la sábana...”
Séptimo Dolor: María presencia la sepultura de Jesús. El cuerpo de Jesús es colocado en el sepulcro y María espera la Resurrección.
“Después de bajarlo (José de Arimatea), lo envolvió en una sábana y lo puso en un sepulcro excavado en la roca, donde nadie había sido sepultado todavía. Las mujeres que habían acompañado a Jesús desde Galilea, lo iban observando todo de cerca.”
“Entre los dos (José de Arimatea y Nicodemo) se llevaron el cuerpo de Jesús y lo envolvieron con vendas de lino bien empapadas en la mezcla de mirra y áloe, siguiendo la costumbre judía de enterrar a los muertos.”

## Sede canónica. Iglesia de Santiago Apóstol

### Contexto Histórico
En diciembre de 1489 se produce la conquista de Almería por parte de los Reyes Católicos, en pocos años el urbanismo, la economía en definitiva toda la sociedad sufrirá profundas transformaciones.
En 1522 Almería sufrirá un devastador terremoto, que lleva a una nueva construcción tanto física como socialmente de la ciudad. Se divide la ciudad en cuatro colaciones o parroquias: Santa María, San Juan, Santiago y San Pedro y San Pablo, las mezquitas se transforman en iglesias, los oratorios en ermitas y muchas casas y huertas se transforman en conventos. El terremoto fue tan devastador que la ciudad quedó convertida en ruinas. La construcción de la Catedral, impulsada por el obispo Fray Diego Fernández de Villalán, se convierte en todo un símbolo de la refundación de Almería.

### Desarrollo Histórico y Artístico de la Iglesia de Santiago
La iglesia, fundada por los Reyes Católicos en 1494, se incluye dentro de las parroquias en las que se divide la ciudad para cristianizarla. Primitivamente, se instaló en el solar del actual convento de Santa Clara, para trasladarse con posterioridad al solar actual, junto a la antigua ermita de Santa Lucía, en el camino de salida de la Almedina a la Puerta de Pechina.
La Iglesia de Santiago es el templo más antiguo de la ciudad de Almería. Las obras se iniciaron en 1553 bajo la dirección de Juan de Orea, bajo el obispado de Fray Diego Fernández de Villalán, terminándose en 1559.
El templo, declarado Monumento Histórico-Artístico del Siglo XVI en el año 1931, cuenta con dos fachadas exteriores. La fachada renacentista lateral, obra de Juan de Orea, destaca por su estilizada torre y la decoración con motivos a candelieri y grutescos. La fachada principal se caracteriza por un gran relieve escultórico que presenta a Santiago Matamoros, auténtico símbolo del triunfo de la Cristiandad (popularmente se dice que el rostro es un retrato del emperador Carlos I de España).
Tiene planta basilical, la nave central mide casi cuarenta metros de largo por trece de ancho, y está cubierta por un soberbio artesonado de madera. Las naves están separadas por arcos de medio punto. Uno de los elementos más importantes del conjunto es el presbiterio que mezcla elementos góticos y mudéjares, es obra del alarife Zunzunegui.
El templo, en su primera etapa, corresponde al estilo mudéjar, dado que la urgencia de su construcción por necesidades políticas de afianzar el cristianismo va ligada a una precariedad constructiva. Por ello, en su interior albergaba una artística armadura mudéjar de limas. Pero su estructura definitiva corresponde ya al renacimiento. La iglesia, que sufrió graves daños durante la guerra civil española, destruyó la armadura mudéjar y otras joyas considerables de su imaginería.
- Datos: Q5895386